# Cattleya teretecaulis
Cattleya teretecaulis är en orkidéart som först beskrevs av Frederico Carlos Hoehne, och fick sitt nu gällande namn av Van den Berg. Cattleya teretecaulis ingår i släktet Cattleya och familjen orkidéer. Inga underarter finns listade i Catalogue of Life.